# Sable Starr
Pour les articles homonymes, voir Starr.
Sable Starr est une artiste américaine, connue pour sa carrière de groupie dans les années 1970,  née le 15 août 1957 à Palos Verdes en Californie et morte le 8 avril 2009 à Reno.

## Biographie
Jeune, avec son amie Lori Mattix, Sable Starr fréquente les clubs Rainbow Bar and Grill et le Whisky A Go Go et devient une It girl. Elle fait la connaissance d'Iggy Pop à l’âge de quatorze ans. Elle devient proche de Jeff Beck, David Bowie, Rod Stewart, Marc Bolan, Robert Plant et Alice Cooper. À l'âge de seize ans, elle rencontre Johnny Thunders du groupe New York Dolls, et s'installe avec lui à New York,, ; elle dira plus tard que cette relation l'a presque détruite.   
En 1996 Iggy Pop lui dédie sa chanson Look Away :   
« I slept with Sable when she was 13
Her parents were too rich to do anything
She rocked her way around L.A
Until a New York Doll carried her away. »
Elle meurt à l'âge de 51 ans d'une tumeur au cerveau.